# 캠퍼스 (일리노이주)

캠퍼스(Campus)는 미국 일리노이주 리빙스턴군의 라운드그로브와 브러턴 타운십에 위치한 빌리지이다. 2010년 인구 조사 기준으로 인구 수는 166명이다.

## 역사
캠퍼스는 찰스 윌리엄 셸던(1839-1911)이 1880년 4월 자신의 260헥타르 농장에서 와바시 철도와 함께 개척하였다. 이 타운의 이름이 "캠퍼스"인 이유는 수많은 나무들이 칼리지 캠퍼스를 연상케 한다는 이유에서였다.:168

## 인구
| 인구조사              | 인구 | Note | %±     |
| --------------------- | ---- | ---- | ------ |
| 1900년                | 226  |      | —      |
| 1910년                | 241  |      | 6.6%   |
| 1920년                | 228  |      | −5.4%  |
| 1930년                | 160  |      | −29.8% |
| 1940년                | 169  |      | 5.6%   |
| 1950년                | 183  |      | 8.3%   |
| 1960년                | 165  |      | −9.8%  |
| 1970년                | 217  |      | 31.5%  |
| 1980년                | 224  |      | 3.2%   |
| 1990년                | 137  |      | −38.8% |
| 2000년                | 145  |      | 5.8%   |
| 2010년                | 166  |      | 14.5%  |
| 2020년                | 149  |      | −10.2% |
| U.S. Decennial Census |      |      |        |